# (202421) 2005 UQ513
(202421) 2005 UQ513 est un objet transneptunien du groupe des cubewanos et candidat potentiel à la famille de Hauméa.

## Caractéristiques
(202421) 2005 UQ513 mesure environ 498 km de diamètre.

## Orbite
L'orbite de 2005 UQ513 possède un demi-grand axe de 43,556 ua et une période orbitale d'environ 287 ans. Son périhélie l'amène à 37,364 ua du Soleil et son aphélie l'en éloigne de 49,749 ua. Il s'agit d'un cubewano.

## Découverte
(202421) 2005 UQ513 a été découvert le 21 octobre 2005, mais des observations remontant à 1990 ont pu être trouvées.